# Navagraha

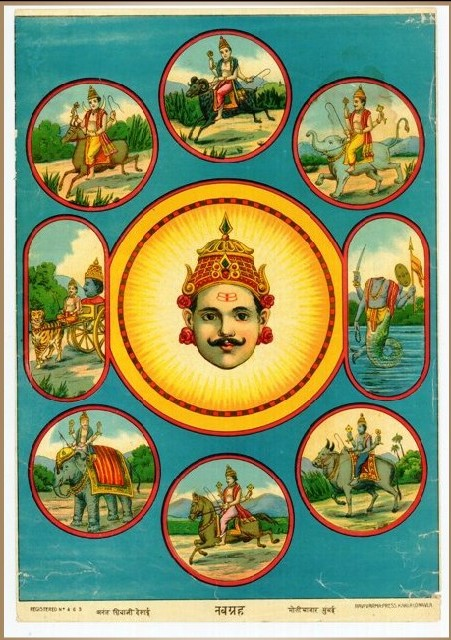
Pintura representando los nueve navagrahas, Raja Ravi Verma.

Graha (del sánscrito ग्रह gráha, —tomar, capturar) (Tamil: கோள், kōḷ) es un 'influenciador cósmico' sobre los seres vivientes de la madre Bhumidevi (Tierra). En la astrología Hindú, los Navagraha o nueve reinos (Sánscrito: नवग्रह, nueve cazadores o nueve influenciadores, Tamil: கோண்மீன், kōṉmīn, lit. Estrellas imperiales) son algunos de los influenciadores principales.
Todos los navagraha poseen movimientos relativos con respecto a las estrellas fijas de la esfera celeste en el zodiaco. Ellas comprenden a los planetas: Marte, Mercurio, Júpiter, Venus, y Saturno, el Sol, la Luna, como también ciertas posiciones en el cielo, Rahu (norte o punto del nodo lunar ascendente) y Ketu (sur o nodo lunar descendente).
Según afirman algunos, los grahas son los que "producen la influencia" que apunta a la influencia kármica sobre el comportamiento de los seres vivos. Ellos mismos no son elementos causales pero se los puede comparar con señales de tráfico.
Según el tratado astrológico Prasna Marga, existen numerosas entidades espirituales denominadas grahas o espíritus. Todas (excepto los navagrahas) se dice que han nacido del enojo de Shiva o Rudra. La mayoría de los grahas son por lo general de naturaleza maléfica aunque existen unos pocos que pueden ser buenos. La enciclopedia Puranica, en la sección 'Graha Pinda', presenta una lista de los grahas (espíritus o entidades espirituales), que se dice que acosan a niños. La misma obra presenta los nombres de los espíritus (grahas), como por ejemplo 'Skhanda graha' que se dice causa malos comportamientos.